# Thespis
Thespis là một chi thực vật có hoa trong họ Cúc (Asteraceae).

## Loài
Chi Thespis gồm các loài: